# My Damnation
My Damnation — второй студийный альбом группы Chelsea Grin. Группа вошла в студию в начале 2011 года и завершила запись в середине года. Заглавный трек был выпущен как сингл 17 апреля 2011. My Damnation был выпущен 19 июля 2011 года на лейбле Artery Recordings.

## Музыкальный стиль
Вокалист Алекс Кёлер заявил, что альбом содержит определённую концепцию, в отличие от предыдущих альбомов; «Я хотел написать песни, основанные больше на путешествиях человека от эгоистичного тирана к гиене, которая ищет прощение и спасение. Я не пытался написать религиозный или духовный альбом. Я просто хотел найти понятие рая и ада полностью увлекательным, поэтому он позволяет легко писать об этом».
Лирика альбома ссылается на ад и вечное проклятие после смерти. В музыкальном плане альбом содержит гораздо больше гитарных соло, чем предыдущие.
Из-за сломанной челюсти Алекс не мог петь гроулом на вдохе, поэтому ему пришлось петь на выдохе.

## Список композиций
| №                   | Название                                                      | Длительность |
| ------------------- | ------------------------------------------------------------- | ------------ |
| 1.                  | «The Foolish One»                                             | 3:39         |
| 2.                  | «Everlasting Sleep»                                           | 3:18         |
| 3.                  | «Behind a Veil of Lies»                                       | 3:23         |
| 4.                  | «Kharon» (Instrumental)                                       | 1:18         |
| 5.                  | «My Damnation»                                                | 4:35         |
| 6.                  | «Cursed»                                                      | 3:23         |
| 7.                  | «Calling in Silence» (ft. Nate Johnson of Fit for an Autopsy) | 5:01         |
| 8.                  | «Oblivion»                                                    | 3:35         |
| 9.                  | «Last Breath»                                                 | 3:56         |
| 10.                 | «All Hail the Fallen King» (ft. Phil Bozeman of Whitechapel)  | 2:52         |
| Общая длительность: | Общая длительность:                                           | 38:11        |

## Чарты
| Чарт                              | Позиция |
| --------------------------------- | ------- |
| U.S. Billboard 200                | 64      |
| U.S. Billboard Rock Albums        | 16      |
| U.S. Billboard Independent Albums | 9       |
| U.S. Billboard Hard Rock Albums   | 6       |

## Участники записи
- Алекс Кёлер — вокал
- Джейк Хармонд — ритм-гитара
- Дэн Джонс — соло и ритм-гитара
- Майкл Стаффорд — соло-гитара
- Дэвид Флинн — бас-гитара
- Эндрю Карлстон — ударные